# Novomikoláivka (Kramatorsk)
Novomikoláivka (en ucraniano: Новомиколаївка; en ruso: Новониколаевка, romanizado: Novonikoláevka) es un pueblo ucraniano perteneciente al óblast de Donetsk. Situado en el este del país, forma parte del raión de Kramatorsk y del municipio (hromada) de Druzhkivka.

## Geografía
Novomikoláivka se encuentra a orillas del río Jruska, 13 km al suroeste de Druzhkivka y 75 km al norte de Donetsk. 

## Historia
Novomikoláivka recibió el estatus de asentamiento de tipo urbano en 1964.  
Hasta el 18 de julio de 2020, Novomikoláivka fue parte del municipio de Druzhkivka. El municipio fue abolido en julio de 2020 como parte de la reforma administrativa de Ucrania, que redujo el número de raiones del óblast de Donetsk a ocho. El territorio del municipio de Druzhkivka se fusionó con el raión de Kramatorsk.En 2023, Novomikoláivka perdió el estatus de asentamiento de tipo urbano en la legislación ucraniana debido a la eliminación de este estatus administrativo.

## Demografía
La evolución de la población de Novomikoláivka entre 2001 y 2022 fue la siguiente:
| 100                                                           | 98 | 100 | 91 | 84 | 78 |
| (Fuente: Cities & Towns of Ukraine y UKRAINE: Größere Städte) |    |     |    |    |    |

Según el censo de 2001, la lengua materna de la mayoría de los habitantes, el 69,49%, es el ucraniano; del 30,51% es el ruso.